# Mike Gallego
Michael Anthony Gallego, ameriški igralec in trener bejzbola, * 31. oktober 1960, Whittier, Kalifornija, ZDA. 
Gallego je upokojeni poklicni igralec notranjega polja, ki je v ligi MLB preživel 12 let (1985-1997). Sedaj je trener tretje baze in notranjega polja ekipe, s katero je preživel glavnino svoje igralske kariere, Oakland Athletics.

## Ljubiteljska kariera
Gallego je v srednjo šolo hodil na St. Paul High School v mestu Santa Fe Springs v Kaliforniji, nato pa je diplomiral iz zgodovine na univerzi UCLA.

## Poklicna kariera
Gallego je bil začetni igralec druge baze med njihovim nizom treh zaporednih osvojenih naslovov Ameriške lige v letih 1988−1990, med katerim so tudi osvojili šampionske prstane po suvereni zmagi na Svetovni Seriji leta 1989 proti večnim nasprotnikom na drugi strani Zaliva, ekipi San Francisco Giants. Skozi svojo celotno kariero je bil znan bolj po svoji lovilski rokavici kot pa po svojih odbijalskih sposobnostih. V letu 1990 je Ameriško ligo vodil v žrtvovalnih udarcih v polje s sedemnajstimi. Leta 1991 je postavil rekord kariere v domačih tekih z 12-imi, leta 1995 je 28 zaporednih udarcev v polje odbil za eno bazo, kar je rekordni niz za nemetalca po letu 1912.
Med svojim obdobjem z ekipo New York Yankees je bil zadnji, ki je nosil številko 2, pred sedanjim dolgoletnim bližnjim zaustavljalcem ekipe, Derekom Jeterjem.
Svojo poklicno pot je končal pri ekipi St. Louis Cardinals, kjer se je ponovno srečal z bivšim upravnikom iz Oaklanda, Tonyjem La Russo. 
Gallego je bil od decembra 2004 do 7. oktobra 2008 trener tretje baze in notranjega polja ekipe Colorado Rockies, nato pa je ta položaj prevzel pri ekipi Oakland Athletics.
Novembra 2015 je prevzel mesto direktorja razvoja v ekipi Los Angeles Angels of Anaheim.

## Zasebno življenje
Gallego ima s svojo ženo Caryn tri otroke: Joea, Nika in Alija. Niko je igral bejzbol na univerzi UCLA in julija 2010 sklenil pogodbo z ekipo Arizona Diamondbacks Svoji ekipi je pred tem pomagal do zadnjega kroga Univerzitetne Svetovne serije leta 2010, kjer so na koncu izgubili proti ekipi iz Južne Karoline. Po koncu univerzitetnega šolanja je najprej igral za ekipo Visalia Rawhide iz lige California League.